# ZNHIT3
ZNHIT3 (англ. Zinc finger HIT-type containing 3) – білок, який кодується однойменним геном, розташованим у людей на довгому плечі 17-ї хромосоми. Довжина поліпептидного ланцюга білка становить 155 амінокислот, а молекулярна маса — 17 607.
| 10         |  | 20         |  | 30         |  | 40         |  | 50         |
| ---------- |  | ---------- |  | ---------- |  | ---------- |  | ---------- |
| MASLKCSTVV |  | CVICLEKPKY |  | RCPACRVPYC |  | SVVCFRKHKE |  | QCNPETRPVE |
| KKIRSALPTK |  | TVKPVENKDD |  | DDSIADFLNS |  | DEEEDRVSLQ |  | NLKNLGESAT |
| LRSLLLNPHL |  | RQLMVNLDQG |  | EDKAKLMRAY |  | MQEPLFVEFA |  | DCCLGIVEPS |
| QNEES      |  |            |  |            |  |            |  |            |

A: Аланін

C: Цистеїн

D: Аспарагінова кислота

E: Глутамінова кислота

F: Фенілаланін

G: Гліцин

H: Гістидин

I: Ізолейцин

K: Лізин

L: Лейцин

M: Метіонін

N: Аспарагін

P: Пролін

Q: Глутамін

R: Аргінін

S: Серин

T: Треонін

V: Валін

Кодований геном білок за функцією належить до фосфопротеїнів. 
Задіяний у такому біологічному процесі, як альтернативний сплайсинг. 
Білок має сайт для зв'язування з іонами металів, іоном цинку. 